# Santa Rita de Caldas
Santa Rita de Caldas é um município brasileiro do estado de Minas Gerais. Sua população recenseada pelo IBGE em 2022 era de 8 460 habitantes. 
Com 1.162 metros de altitude, localizada entre picos da Serra do Cervo, no sul do estado de Minas Gerais. Possui algumas das mais deslumbrantes manifestações de fé do estado e esconde ao longo de seu município belezas naturais procuradas por amantes da natureza e praticantes de esportes ecológicos.    
O município possui 502 km² de extensão e uma população de 9.264 habitantes divididos entre a cidade e a zona rural. Possui uma terra fértil, rica em nascentes de água e de clima agradável proporcionando o sucesso da economia municipal na agricultura e na pecuária de corte e leiteira.

## História
Na história de Santa Rita de Caldas, não há nenhum registro de descoberta de ouro, porém, foi através da estrada fixada na Carta Geográfica do Itinerário feito pelo Governador Luiz Diogo da Silva Lobo – 1764- ligando as duas cidades do ouro – Cabo Verde e Ouro Fino – que a atual região do município começou a ser desbravada.
No século XVIII o município de Santa Rita de Caldas não tinha minas de ouro para exploração, uma vez que predominavam em seu território as pastagens naturais, porém, com o esgotamento das minas auríferas de outras cidades do sul do estado, o povo da Capitania, que até então se preocupava com a comercialização do ouro, passou a interessar-se pelos campos de criar gado. Foi, portanto, na transição de sociedade de garimpeiros para a sociedade de pecuarista que se instalaram na região os primeiros colonizadores.
O primeiro povoador que se tem registro a instalar no município foi Veríssimo João de Carvalho, no local denominado "Gineta", ali estabelecendo a primeira fazenda. O primeiro posseiro da região onde se encontra situado o pólo urbano da cidade foi o Alferes Antônio José Rodrigues, casado com Tereza Maria de Freitas, filha de Antônio Gomes de Freitas, fundador da vizinha cidade de Caldas. Os primeiros povoadores ficaram assim distribuídos no território de Santa Rita de Caldas: Alferes Antônio José Rodrigues, no local denominado São Bento, Veríssimo João de Carvalho, na fazenda Gineta, cadete Raimundo de Souza e Miranda Machado, no bairro Jaguarí, Antônio José da Costa e, posteriormente, Inácio Franco, capitão Bernardo José Simões, no Ribeirão Fundo e Manoel Joaquim de Oliveira, no Rio Pardo. Com a presença desses imigrantes e outros, tem início o crescimento do município. Então já no final de século XIX começou o ciclo agrícola que se caracterizou pelo aparecimento de cultura fixa, conseqüentemente em terras férteis.
O aparecimento do arraial primitivo a exemplo do que aconteceu com quase todas as cidades de Minas Gerais, desenvolveu-se em torno da primeira capela. Assim, foi em 1852 que os numerosos habitantes da região realizaram um importante movimento no sentido de criar uma nova localidade. Embora já houvesse no local uma pequena igreja dedicada a Santa Rita, resolveram os moradores do lugar oficializar a devoção a santa, dirigindo à cúria Diocesana de São Paulo, que por Provisão de 19 de maio de 1852, autorizou a criação e edificação da capela dedicada à mesma Santa Rita. Acompanhando o requerimento à Cúria, seguiram os comprovantes das doações feitas para a constituição do patrimônio.
Esse patrimônio compunha-se de 8 alqueires de terras, adquiridos para tal fim de Dª. Maria Inácia Batista.
O capitão Antônio Martins de Carvalho é considerado o fundador do lugar e seu principal benfeitor. Sob seu comando foi construída a Igreja de Santa Rita, mais tarde Matriz. Como se tratava de uma construção de relativa proporção a capela só ficou pronta em 1856.
Prosperando então o povoado, aumentou-se o número de casas ao redor da Igreja, já em 5 de outubro de 1860 era a capela de Santa Rita de Cássia do Rio Claro levada à categoria de curato.
Em 16 de outubro de 1861, Santa Rita de Caldas, ainda pertencente ao município de Caldas, começa sua vida civil, pois, nesse dia o Governo da Província, através da Lei 1.103, elevou a distrito de paz o lugarejo existente.
A criação da freguesia verificou-se em 22 de julho de 1868. A paróquia, entretanto, só foi canonicamente promovida três anos depois, mediante Provisão da autoria eclesiástica datada de 30 de janeiro de 1871. Por esta ocasião já contava o povoado com 60 casas.
O nome Santa Rita de Caldas, antecedeu outros nomes. O distrito de Santa Rita de Cássia do Rio Claro deve sua criação com a Lei provincial 1581 de 22 de julho de 1868. Em 11 de outubro de 1909 de acordo com a Lei Estadual nº 513 foi firmado o nome Santa Rita de Caldas. Em 10 de dezembro de 1943, a nova divisão administrativa judiciária do Estado publicada no jornal Minas Gerais deferia ao então criado município o nome de Mogitinga que durou oficialmente até o dia 31 de dezembro de 1943, quando o decreto lei 1058, criou definitivamente o município de Santa Rita de Caldas.
A criação do município foi fruto de muitos esforços que não foram medidos pela pequena população. Liderada pela Associação Amigos de Santa Rita, com a presença marcante do Sr. João Batista Filho (mais tarde, o primeiro Prefeito de Santa Rita) e do padre Alderigi Maria Torriani e o jornal circulante da época o "Avante", que também foi de fundamental importância para as divulgações dos ideais emancipacionistas.
A atividade econômica do município aumentou, como não podia deixar de ser. A proximidade do estado de São Paulo, principalmente de suas cidades de maior influência no país da época: Campinas, Santos e Rio de Janeiro, capital do país, tomando por base a abertura de novas estradas de rodagem que atingiram a região, a sua indústria, comércio e lavoura fizeram com que surgissem novos horizontes para a sua expansão e progresso.
Até então, a população apresentava um crescimento vagaroso, que só foi acelerado com a emancipação administrativa.
Terra escolhida pelo saudoso Mons. Alderigi para demonstrar durante 50 anos de paroquiato toda sua fé e exemplo de amor a Deus e ao próximo. Falecido em 1977 Mons. Alderigi está sendo estudado pela Igreja Católica, através da abertura do processo da beatificação em 3 de fevereiro de 2001, como um provável santo brasileiro devido graças alcançadas por fiéis que garantem ter sido atendidos por intercessão de Mons. Alderigi.
O Santuário Arquidiocesano de Santa Rita de Caldas tem uma das preciosidades da fé mineira, um fac-símile (réplica idêntica) do verdadeiro corpo de Santa Rita de Cássia que se encontra na cidade de Cássia, na Itália, e uma relíquia ex-corpore de Santa Rita.
Milhares de fiéis de todo Brasil passam por Santa Rita de Caldas anualmente para pedir e agradecer graças alcançadas por intercessão de Mons. Alderigi e Santa Rita.
Nesta cidade há o distrito de São Bento de Caldas.

## Rodovias
O município é servido pelas rodovias BR 459 e MG-455.

## Turismo
Conhecida também por suas belezas naturais o município é explorado por turistas aventureiros que percorrem suas trilhas desfrutando do magnífico contato com a natureza. Seja para apreciar as vistas privilegiadas do alto de seus picos, seja para praticar esportes radicais como o rapel e o paraglayder, a certeza é que todos saem satisfeitos com os mistérios explorados.
Santa Rita de Caldas faz parte do Circuito Turístico Caminhos Gerais que reúne uma cidade do estado de São Paulo (Caconde) e onze cidades do Sul de Minas (Andradas, Bandeira do Sul, Botelhos, Cabo Verde, Caldas, Congonhal, Ipuiúna, Poço Fundo, Poços de Caldas, Santa Rita de Caldas e Senador José Bento).
A procura de sossego ou a procura de aventura o turista encontrará em Santa Rita de Caldas a paz e o descanso espiritual aliados à hospitalidade ímpar do povo mineiro.
O turismo religioso também é muito importante para o município. Fundados na fé em Santa Rita de Cássia e no Mons. Alderigi, durante todo o ano, milhares de "romeiros" se dirigem ao santuário em busca de graças ou para pagar promessas. O auge do turismo religioso se dá no dia 22 de maio (dia de santa Rita de Cássia), a pequena e pacata cidade fica completamente tomada por milhares de devotos de todos os cantos do país e Santaritenses ausentes, no Santuário são celebradas missas de hora em hora com o auxilio de muitos padres da região e de Aparecida. Nas ruas do centro e adjacências os moradores e comerciantes de outras localidades armam barraquinhas onde se vende de tudo, desde alimentos e artigos religiosos até eletrônicos do Paraguai, a partir de 2007, a administração local transferiu as barraquinhas para a "Praça de Esportes Jose Milton Martins".
As comemorações no mês de maio também atraem jovens de toda região em busca de diversão. Além dos bailes e shows promovidos pela prefeitura, alguns moradores transformam os porões e garagens de suas residências em pequenas boates, onde se apresentam músicos locais e da região, o mais famoso é o "Porão do Marção".

## Educação

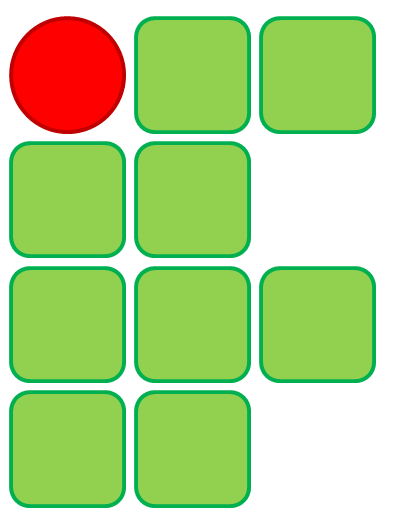
IFSULDEMINAS, instituição que oferece cursos no município.

### Ensino Superior
No município de Santa Rita de Caldas está sediado um polo de apoio presencial da Universidade Aberta do Brasil, onde são oferecidos cursos de graduação e pós-graduação na modalidade a distância pelas Universidades Federais de Itajubá, Juiz de Fora e Lavras.

### Ensino Técnico
O município conta também com um polo da Rede e-Tec Brasil, onde são ofertados cursos técnico à distância oferecidos por 3 câmpus do IFSULDEMINAS - Muzambinho, Inconfidentes e Machado.